# Артур, Оуайн
Оуайн Артур (англ. Owain Arthur; родился 5 марта 1983, Бангор, Гуинет, Уэльс, Великобритания) — британский актёр, известный в первую очередь благодаря роли Дурина IV в телесериале «Властелин колец: Кольца власти» (2022).

## Биография
Оуайн Артур родился в 1983 году. Его детство прошло в Бангоре (Уэльс). Артур учился в Гилдхоллской школе музыки и театра в Лондоне, потом начал играть в театре и на телевидении. В 2020 году стало известно, что он получил роль в сериале «Властелин колец: Кольца власти» на Amazon Prime; позже выяснилось, что это роль гнома Дурина IV.
Фильмография
| Год       |   | Русское название                   | Оригинальное название                     | Роль           |
| --------- | - | ---------------------------------- | ----------------------------------------- | -------------- |
| 2008      | с | Дворец                             | The Palace                                | Джимми Клейси  |
| 2008—2018 | с | Катастрофа                         | Casualty                                  | Глен Томас     |
| 2014      | с | Вавилон                            | Babylon                                   | Пол Норрингтон |
| 2018      | с | Безжалостное солнце                | Hard Sun                                  | Кит Гринер     |
| 2019      | с | Исповедь                           | A Confession                              | Шон Мемори     |
| 2020      | ф | Айван, единственный и неповторимый | The One and Only Ivan                     | Кастелло       |
| 2022      | с | Властелин колец: Кольца власти     | The Lord of the Rings: The Rings of Power | Дурин IV       |